# کتاب تصویر
کتاب تصویر (به فرانسوی: Le Livre d'image) نام یک فیلم فرانسوی به کارگردانی ژان لوک گدار محصول سال ۲۰۱۸ است. این فیلم برای رقابت در کسب نخل طلا هفتاد و یکمین جشنواره فیلم کن انتخاب شد.

## داستان
چیزی به جز سکوت نیست. چیزی به جز ترانه ای انقلابی، یک داستان با پنج فصل، درست مثل پنج انگشت یک دست.